# Communauté de communes de Mauron en Brocéliande
Die Communauté de communes de Mauron en Brocéliande ist ein ehemaliger französischer Gemeindeverband mit der Rechtsform einer Communauté de communes im Département Morbihan in der Region Bretagne. Er umfasst sieben Gemeinden, der Verwaltungssitz befindet sich im Ort Mauron.

## Historische Entwicklung
Er wurde am 19. Dezember 2001 unter dem Namen Communauté de communes du Pays de Mauron gegründet. Mit Wirkung vom 1. Januar 2017 fusionierte der Gemeindeverband mit der Josselin Communauté, der Communauté de communes du Porhoët und der Ploërmel Communauté (vor 2017) und bildete so eine Nachfolgeorganisation, die ebenfalls den Namen Ploërmel Communauté annahm, jedoch eine andere Rechtspersönlichkeit darstellt.

## Ehemalige Mitgliedsgemeinden
1. Brignac
2. Concoret
3. Mauron
4. Néant-sur-Yvel
5. Saint-Brieuc-de-Mauron
6. Saint-Léry
7. Tréhorenteuc